# Phallocephale tallagandensis
Phallocephale tallagandensis är en klomaskart som beskrevs av Reid 1996. Phallocephale tallagandensis ingår i släktet Phallocephale och familjen Peripatopsidae. Inga underarter finns listade i Catalogue of Life.